# 수도입지법

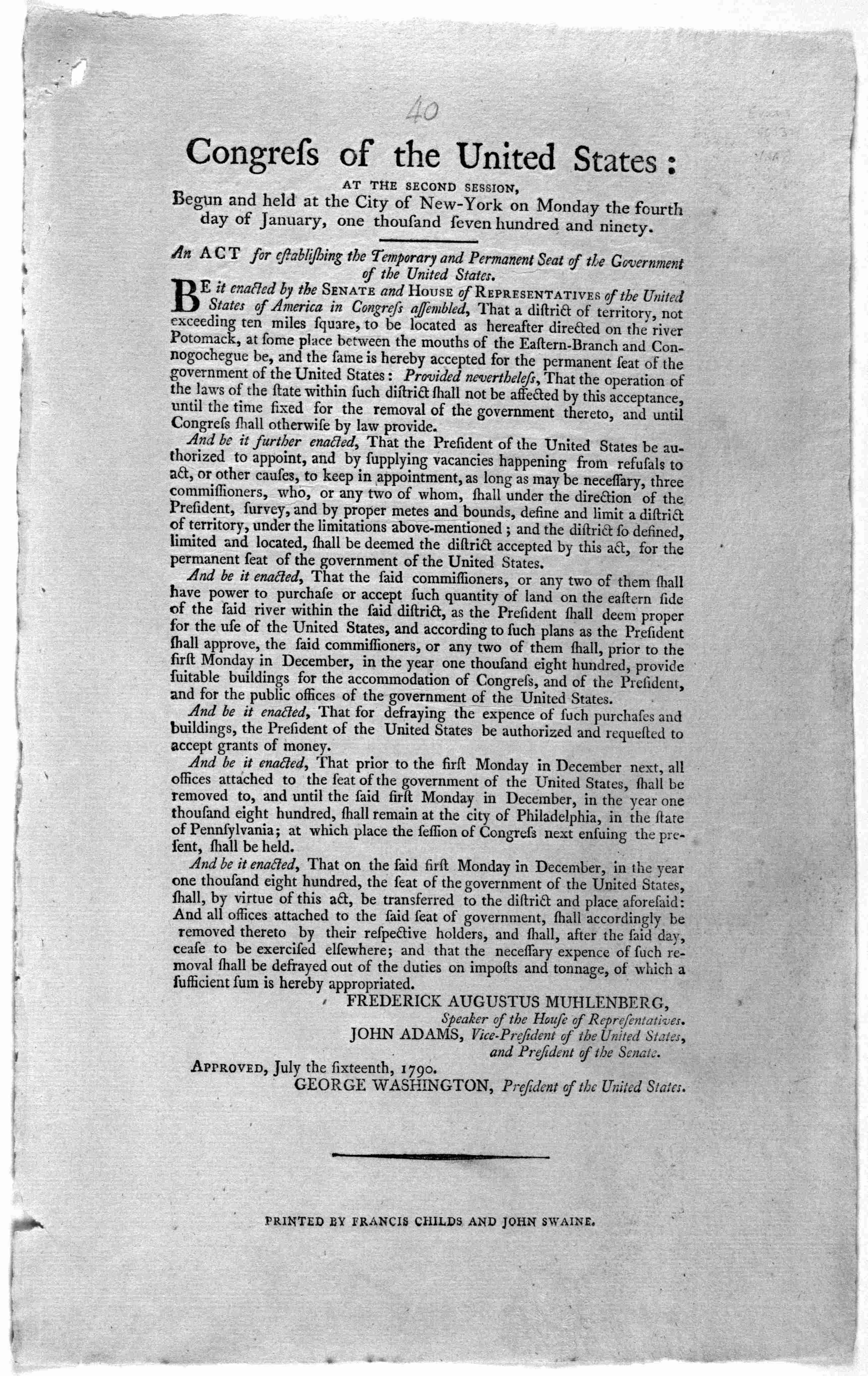
1790년 수도입지법

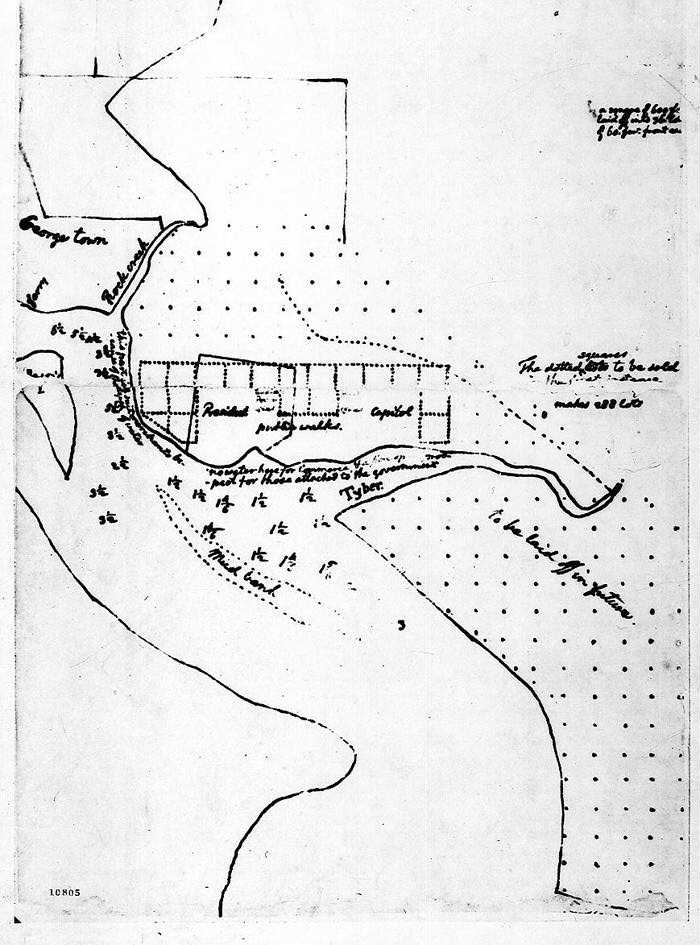
1791년 3월 토머스 제퍼슨이 스케치한 워싱턴 D.C.

1790년 수도입지법(영어: Residence Act of 1790), 공식 명칭은 미국 정부의 임시 및 영구 수도를 수립하기 위한 법률(An Act for establishing the temporary and permanent seat of the Government of the United States, 1 Stat. 130)로, 제1차 미국 의회 2차 회기 동안 채택되고 1790년 7월 16일 대통령 조지 워싱턴이 법률로 서명한 미국 연방 법률이다. 이 법은 포토맥강을 따라 위치한 곳에 국가 수도와 영구적인 정부 청사를 건설하도록 규정했으며, 워싱턴 대통령에게 사업을 감독할 위원을 임명할 권한을 부여했다. 또한 수도가 1800년 12월까지 준비될 것을 기한으로 정했고, 새 정부 청사가 건설되는 동안 필라델피아를 국가의 임시 수도로 지정했다. 당시 연방 정부는 뉴욕에서 운영되고 있었다.
의회는 제임스 매디슨, 토머스 제퍼슨, 알렉산더 해밀턴 사이에 중개된 1790년 타협의 일환으로 수도입지법을 통과시켰다. 매디슨과 제퍼슨은 포토맥강에 남쪽 수도 부지를 선호했지만, 의회를 통해 법안을 통과시킬 다수표가 부족했다. 한편 해밀턴은 의회가 부채 인수 법안을 통과시켜 연방 정부가 미국 독립 전쟁 동안 주들이 쌓은 부채를 인수하도록 추진했다. 타협을 통해 해밀턴은 뉴욕주 의회 대표단으로부터 포토맥 부지에 대한 지지를 얻었고, 네 명의 대표(모두 포토맥에 접한 지역 출신)는 부채 인수 법안에 대한 반대에서 지지로 입장을 바꿨다.

## 배경
미국 독립 전쟁이 시작될 때, 제2차 대륙회의는 필라델피아의 펜실베이니아 주립청사에서 회의를 열고 있었다. 영국 군사 행동으로 인해 의회는 볼티모어, 랭커스터 (펜실베이니아주), 그리고 요크 (펜실베이니아주)로 일시적으로 이전해야 했고, 이후 필라델피아로 돌아왔다. 1781년 연합규약이 비준되자 연합회의가 결성되었고, 필라델피아는 새로운 국가의 첫 정부 청사가 되었다. 그러나 의회는 도시에 오래 머무르지 못했는데, 1783년 6월, 화난 병사들의 폭도가 독립기념관에 모여 전쟁 중 봉사에 대한 지불을 요구했기 때문이다. 의회는 존 디킨슨, 즉 펜실베이니아 주지사에게 시위대의 공격으로부터 의회를 보호하기 위해 민병대를 소집해달라고 요청했다. 1783년 펜실베이니아 반란으로 알려지게 된 사건에서, 디킨슨은 시위대와 공감하여 그들을 필라델피아에서 철수시키기를 거부했다. 그 결과, 의회는 1783년 6월 21일 프린스턴 (뉴저지주)로 도피해야 했고, 이후 아나폴리스와 트렌턴에서 회의를 열다가 결국 뉴욕에 정착했다. 1783년 10월 6일, 여전히 프린스턴에 머물던 의회는 전체 위원회로 전환하여 의회의 영구적인 거주지를 고려하기로 결의했다. 다음 날, 매사추세츠의 엘브리지 게리는 "의회 사용을 위한 건물이 트렌턴 근처 델라웨어 강변 또는 조지타운 근처 포토맥 강변에 건설되어야 하며, 상기 강들 중 하나에 적합한 연방 도시 지역을 확보할 수 있다면"이라는 동의를 제안했다.
1780년대 중반 동안 여러 주에서 국가 수도로 봉사할 여러 장소를 제안했지만, 대륙 회의는 지역적 충성심과 긴장 때문에 어떤 부지에도 동의할 수 없었다. 제안된 부지에는 킹스턴 (뉴욕주); 뉴저지의 노팅엄 타운십; 아나폴리스; 윌리엄스버그 (버지니아주); 윌밍턴 (델라웨어주); 레딩 (펜실베이니아주); 저먼타운 (펜실베이니아주); 랭커스터 (펜실베이니아주); 뉴욕; 필라델피아; 프린스턴이 포함되었다. 남부 주들은 북부의 수도를 받아들이기를 거부했고 그 반대도 마찬가지였다. 또 다른 제안은 북부에 하나, 남부에 하나, 두 개의 수도를 두는 것이었다.
미국 헌법의 비준 이후 미국 의회는 1789년에 설립되었고, 뉴욕은 임시 수도로 남아 있었다. 새 헌법의 제1조 제8절 제17항은 의회가 주 체제 외부의 연방구를 국가의 영구적인 정부 청사로 만들고, 그에 대한 배타적인 통치 관할권을 의회에 부여하도록 권한을 부여했다. 부지 선택은 새 의회가 결정하도록 남겨졌다.
논쟁 중에 두 곳이 진지한 경쟁자가 되었다. 하나는 조지타운 근처 포토맥강에 있는 부지였고, 다른 하나는 라이트 페리(현재 컬럼비아 (펜실베이니아주)) 근처 서스쿼해나강에 있는 부지였다. 하원은 1789년 9월 서스쿼해나강 부지를 승인했고, 상원 법안은 펜실베이니아 저먼타운 근처 델라웨어강 부지를 명시했다. 하원과 상원은 두 법안을 조화시키지 못했다.

## 타협과 채택

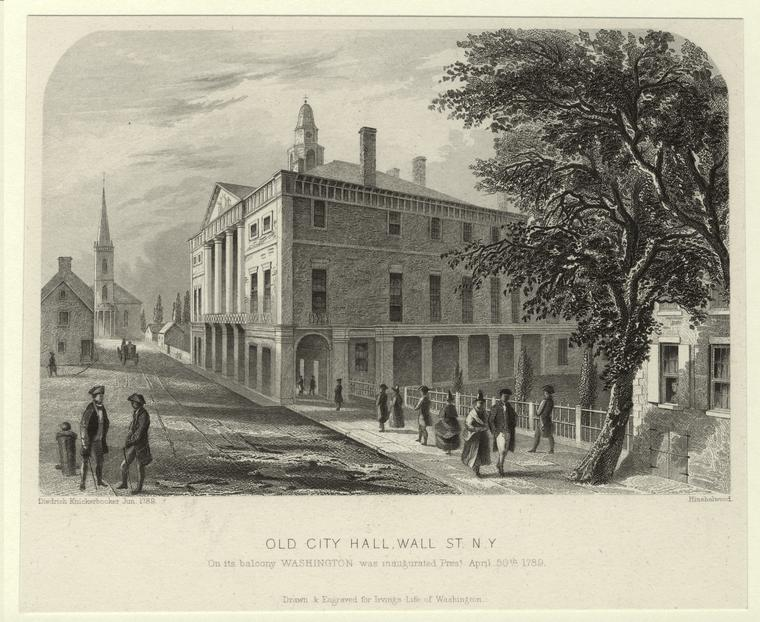
수도입지법은 1790년 의회가 뉴욕의 페더럴 홀에서 소집되었을 때 통과되었다.

수도 위치 선정은 1790년 여름에 다시 불거졌다. 동시에 재무장관 알렉산더 해밀턴은 의회가 재정 계획을 통과시키도록 추진하고 있었다. 해밀턴 계획의 핵심 조항은 연방 정부가 미국 독립 전쟁 동안 주들이 부담한 부채를 인수하는 것이었다. 북부 주들은 전쟁 중에 2,150만 달러에 달하는 엄청난 부채를 쌓았고, 연방 정부가 그 부담을 인수하기를 원했다. 연방 정부가 부채를 인수하면 사실상 시민들이 부채의 일부를 갚아야 하는 남부 주들은 이 제안에 반대했다. 버지니아를 포함한 일부 주들은 이미 부채의 거의 절반을 갚았고, 그들의 납세자들이 덜 검소한 주들을 구제하기 위해 다시 세금을 내서는 안 된다고 느꼈다. 게다가 그들은 이 계획이 새로운 헌법적 정부의 범위를 넘어선다고 주장했다. 당시 버지니아 대표였던 제임스 매디슨은 남부 의원들을 이끌고 이 조항을 막고 계획이 승인되는 것을 방해했다.
1790년 6월 말 제퍼슨이 뉴욕에 있는 워싱턴 대통령 관저에서 해밀턴을 우연히 만났을 때, 제퍼슨은 매디슨과 해밀턴을 함께 모으기 위해 만찬을 주최하겠다고 제안했다. 이후 북부 대표단은 남부 포토맥 강 부지에 동의하고, 그 대가로 연방 정부가 미국 독립 전쟁 동안 주들이 쌓은 부채를 인수하는 타협이 이루어졌다. 제퍼슨은 제임스 먼로에게 편지를 써서 타협을 설명했다.
의회는 이 타협에 동의했고, 수도입지법으로 간신히 통과되었다. 제퍼슨은 버지니아 대표단이 부채 조항이 포함된 법안을 지지하도록 설득했고, 해밀턴은 뉴욕 대표단이 수도 부지로 포토맥을 선택하는 데 동의하도록 설득했다. 이 법안은 1790년 7월 1일 미국 상원에서 14대 12로, 1790년 7월 9일 미국 하원에서 31대 29로 통과되었다. 워싱턴은 일주일 후인 7월 16일에 이 법안에 서명하여 법제화했다. 부채 인수 법안은 1790년 7월 16일 상원을 간신히 통과했고, 이어 7월 26일 하원에서 통과되었다.
수도입지법은 수도를 동부 지류(아나코스티아강)와 코노고체그 강(윌리엄스포트와 헤이거스타운 근처) 사이 포토맥강을 따라 위치시키고, "10평방 마일"(한 변이 10 마일 (16 km)이고, 최대 면적은 100 제곱마일 (259 km2))을 초과하지 않는 지역을 포함하도록 명시했다.
이 법은 미국 대통령 조지 워싱턴에게 정확한 위치를 결정하고 측량사를 고용할 권한을 부여했다. 대통령은 1800년 12월 첫째 월요일(1800년 12월 1일 월요일)까지 의회 및 기타 정부 기관을 위한 적절한 건물을 준비해야 했다. 연방 정부는 모든 공공 건물의 자금을 제공할 것이었다.
이 법은 해당 지역이 양도된 주의 법률이 연방 구역에 적용될 것이라고 명시했다. 따라서 메릴랜드주 법률은 포토맥 동쪽에 적용되었고, 버지니아주 법률은 정부가 공식적으로 입주할 때까지 워싱턴 D.C. 서쪽에 적용되었다. 1800년에 연방 구역에 대한 통제권을 인수한 후, 의회는 콜럼비아 특별구 내의 지역 문제에 대해 전적인 권한을 갖게 될 것이었다.
부채 인수 법안 통과에 필요한 충분한 표를 얻기 위해 해밀턴은 펜실베이니아 대표들의 표도 필요했다. 이는 영구 수도가 준비될 때까지 10년 동안 필라델피아를 미국 연방 정부의 임시 수도로 지정하는 결정으로 이어졌다. 의회는 1790년 12월 6일 콩그레스 홀에서 필라델피아에 다시 모였다.

## 실행

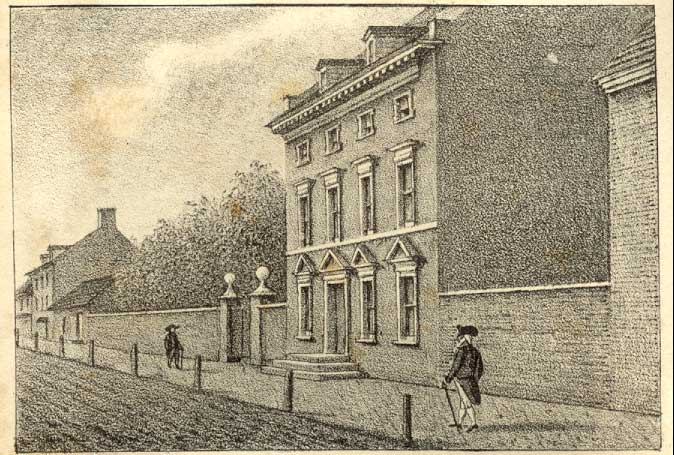
1790년부터 1800년까지 미국 대통령의 거주지였던 필라델피아의 대통령 관저

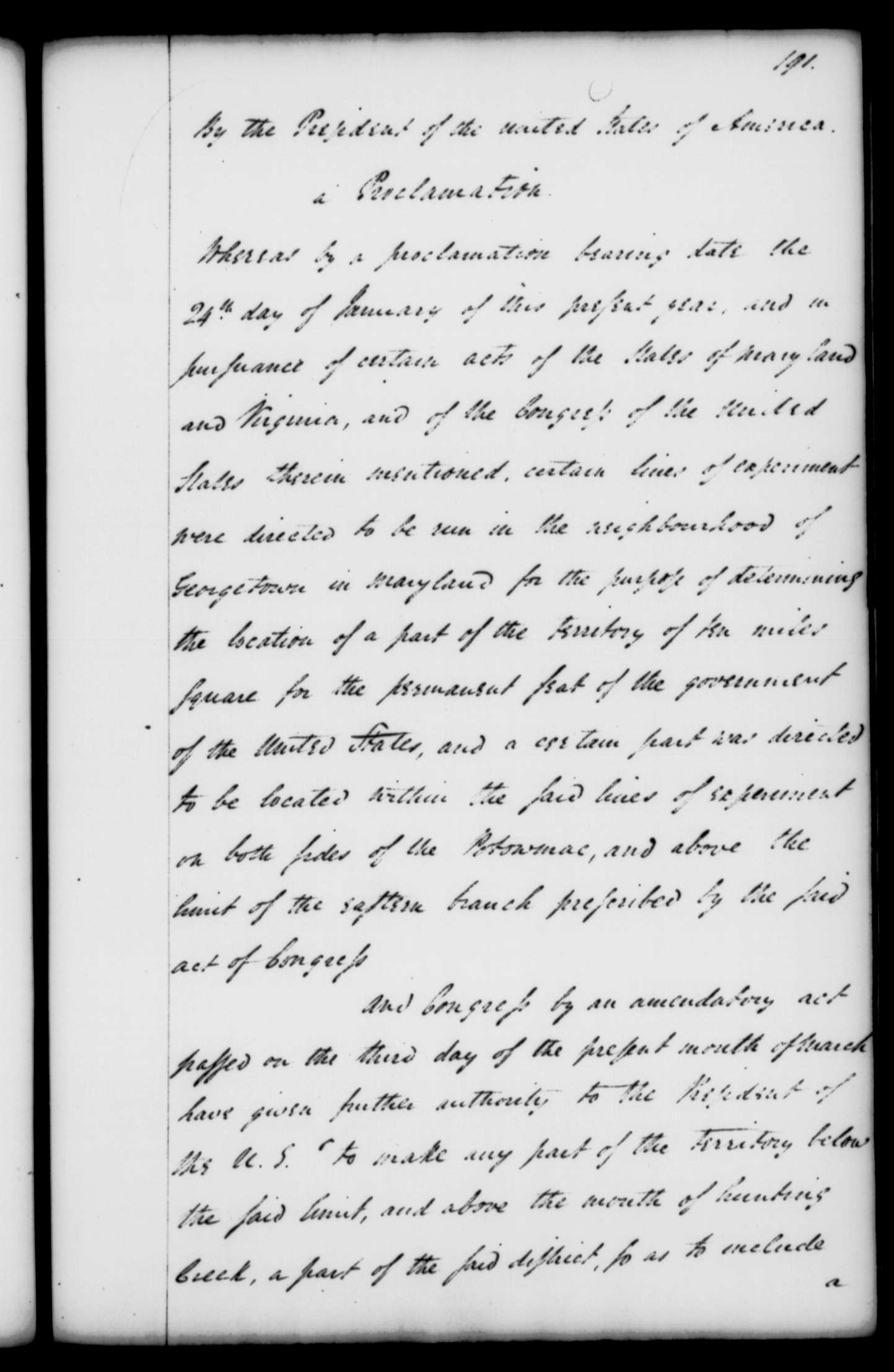
1791년 3월 30일 조지 워싱턴 대통령이 제안된 연방 도시의 경계를 명시한 포고령의 첫 페이지

법안에 서명한 직후, 조지 워싱턴은 프로젝트에 착수했다. 그와 토머스 제퍼슨은 계획이 개발되고 구현되는 과정을 직접 감독했다. 프로젝트가 진행되기 시작했지만, 일부는 실패하여 수도가 영구적으로 필라델피아에 남아 있기를 바랐다. 펜실베이니아 의회 대표단은 필라델피아의 연방 건물과 대통령 관저를 위한 기금을 할당하는 법안을 제출하여 계획을 약화시키려 시도했다.
법안은 정확한 위치를 명시하지 않았지만, 조지타운이 수도가 될 것으로 추정되었다. 워싱턴은 조지타운 남동쪽, 아나코스티아강(동부 지류) 근처 지역을 물색하기 시작했다. 일부 부동산 소유주들은 수도 건설을 위해 토지를 팔겠다고 말했다. 워싱턴은 포토맥 강을 따라 다른 부지들도 살펴보았다. 그는 토지와 소유권에 대한 구체적인 정보를 얻기 위해 몇몇 부지를 측량해야 한다고 결정했다. 워싱턴은 1790년 11월 말 필라델피아로 돌아와 제퍼슨과 만났다. 그런 다음, 폴 라인과 최고 내륙 항행 지점 바로 아래의 조지타운 또는 그 인접 지역에 수도를 두기로 결정되었다.
1791년 1월, 대통령은 수도입지법에 따라 대니얼 캐롤, 토머스 존슨, 데이비드 스튜어트로 구성된 3인 위원회를 임명하여 연방 지구 측량을 감독하게 하고, 앤드루 엘리콧을 측량사로 임명했다. 워싱턴은 1월 24일 의회에 부지 선정을 통보했다. 이 안은 의회가 이 법을 개정하여 수도가 알렉산드리아 (버지니아주)를 포함한 동부 지류 남쪽 지역을 포함하도록 허용할 것을 제안했다. 의회는 이 제안에 동의하여 워싱턴이 1791년 3월 3일에 승인한 법 개정안을 통과시켰다. 그러나 원래 법의 문구와 일치하게, 이 개정안은 "공공 건물의 건설을 포토맥 강 메릴랜드 쪽 이외의 지역에서 하는 것"을 명시적으로 금지했다.
1791년 3월 30일, 워싱턴은 대통령령을 발표하여 "존스 포인트, 버지니아 헌팅 크릭의 상단 곶"을 연방 지구 경계 측량의 시작점과 측량이 지구 경계를 결정하는 방법으로 지정했다.
1791년 초봄, 피에르 (피터) 샤를 랑팡은 "의회 건물"(미국 국회의사당)과 "대통령 관저"(백악관)의 미래 부지를 명시하는 수도 계획 작업을 시작했다. 이후 각 건물에 대한 설계를 공모하기 위해 설계 공모전이 개최되었다. 건축가 제임스 호번은 대통령 관저 설계자로 선정되었고, 국회의사당에 대한 만족스러운 도면은 제출되지 않았다. 윌리엄 손턴의 늦은 제출작이 국회의사당으로 선정되었다. 스티븐 할렛은 1793년 9월에 시작된 건설을 감독하기 위해 고용되었다. 할렛은 워싱턴과 제퍼슨의 바람과 달리 설계를 변경하기 시작했고 해고되었다. 조지 해드필드는 1795년 10월에 건설 감독관으로 고용되었지만, 손턴의 계획과 지금까지의 작업 품질에 대한 불만으로 3년 후인 1798년 5월에 사임했다.
수도입지법의 원래 의도는 지구 내 부지 매각 수익을 수도의 연방 건물 건설 비용으로 충당하는 것이었다. 그러나 부지 구매에 관심 있는 사람이 거의 없었다. 자금 부족은 국회의사당 및 워싱턴의 다른 연방 건물을 건설하는 데 지연과 문제에 더 기여했다.
1800년 6월 초, 존 애덤스 대통령은 워싱턴을 처음으로 공식 방문했으며, 며칠 동안 머물렀다. "날것이고 미완성된" 도시 풍경 속에서 대통령은 공공 건물이 "예상보다 훨씬 더 많이 완공되어 있었다"고 보았다. 국회의사당 상원(북쪽) 날개는 거의 완성되었고, 백악관도 마찬가지였다. 대통령은 11월 1일에 백악관에 입주했다. 영부인 애비게일 애덤스는 몇 주 후에 도착했다. 6차 의회 상원은 11월 17일에 국회의사당에서 처음으로 회의를 열었고, 11월 22일 애덤스는 상원 회의실에서 의회 합동 회의에 네 번째 국정연설을 했다. 하원(남쪽) 날개는 1811년까지 완성되지 않았다. 그럼에도 불구하고, 하원은 1807년에 그곳에서 회의를 시작했다.
1801년 2월, 의회는 컬럼비아 특별구 조직법을 승인하여 공식적으로 워싱턴 D.C.를 조직했다. 이후 의회는 이 지구의 독점적인 통치 기관이 되었다.

## 환원
1846년, 특별구의 버지니아 부분(알렉산드리아군)과 알렉산드리아 시 거주자들의 의회 청원에 따라, 버지니아가 양도했던 31 제곱마일 (80 km2)의 면적이 환원되었고, 이로 인해 원래 메릴랜드가 양도했던 69 제곱마일 (179 km2)의 영토가 현재 특별구 전체 면적으로 남게 되었다.

## 같이 보기
- 컬럼비아 특별구 자치권
- 워싱턴 D.C. 관련 문서 색인
- 워싱턴 D.C. 개요

## 관련 문헌
- Allen, William C. (2001). 《History of the United States Capitol: A Chronicle of Design, Construction, and Politics》. Government Printing Office. ISBN 0-16-050830-4. 2008년 12월 16일에 원본 문서에서 보존된 문서. 2008년 12월 13일에 확인함.
- Berg, Scott W. (2007). 《Grand Avenues: The Story of the French Visionary who Designed Washington, D.C.》. Pantheon Books. ISBN 978-0-375-42280-5.
- Bowling, Kenneth R. (1988). 《Creating the Federal City, 1774-1800: Potomac Fever》. American Institute of Architects Press. ISBN 1-55835-011-X.
- Bowling, Kenneth R. (2000). 〈The Federal Government and the Republican Court Move to Philadelphia, November 1790 - March 1791〉. 《Neither Separate Nor Equal: Congress in the 1790s》. Ohio University Press. ISBN 0-8214-1327-9.
- Bowling, Kenneth R. (2005). 《Establishing Congress: The Removal to Washington, D.C., and the Election of 1800》. Ohio University Press. ISBN 0-8214-1619-7.
- Crew, Harvey W.; Webb, William Bensing; Wooldridge, John (1892). 《Centennial History of the City of Washington, D. C.》. Dayton, Ohio: United Brethren Publishing House. 2017년 4월 23일에 확인함 – 인터넷 아카이브 경유.
- Elkins, Stanley M.; McKitrick, Eric L. (1995). 《The Age of Federalism: The Early American Republic, 1788-1800》. Oxford University Press. ISBN 978-0195093810.
- Ellis, Joseph J. (2002). 《Founding Brothers: The Revolutionary Generation》. Vintage. ISBN 0-375-70524-4.
- Frary, Ihna Thayer (1969). 《They Built the Capitol》. Ayer Publishing. ISBN 0-8369-5089-5.
- Miller, John (2003). 《Alexander Hamilton and the Growth of the New Nation》. Transaction Publishers. ISBN 0-7658-0551-0.
- Reps, John William (1965). 〈Planning the National Capital〉. 《The Making of Urban America: A History of City Planning in the United States》. Princeton University Press. ISBN 0-691-00618-0.
- Smith, Page (1962). 《John Adams》. II 1784–1826. New York: Doubleday. LCCN 63-7188.